# Metaleptobasis manicaria
Metaleptobasis manicaria là một loài chuồn chuồn kim trong họ Coenagrionidae.
Metaleptobasis manicaria được Williamson miêu tả khoa học năm 1915.